# Grupo Workhorse
El Grupo Workhorse Incorporated es una compañía americana basada en Cincinnati, Ohio, dedicada a fabricar vehículos eléctricos de distribución y de utilidad.
La compañía se fundó en 1998 por inversores que se hicieron cargo de la producción furgonetas  y chasis de las autocaravanas de las series P30/P32 de General Motors.
En marzo de 2015, AMP Electric Vehicles se hizo cargo de Workhorse Chasis Customizados, cambiando el nombre de la compañía a Workhorse Group Incorporated, y empezando a  ofrecer una gama de furgonetas de reparto eléctricas.

## Línea

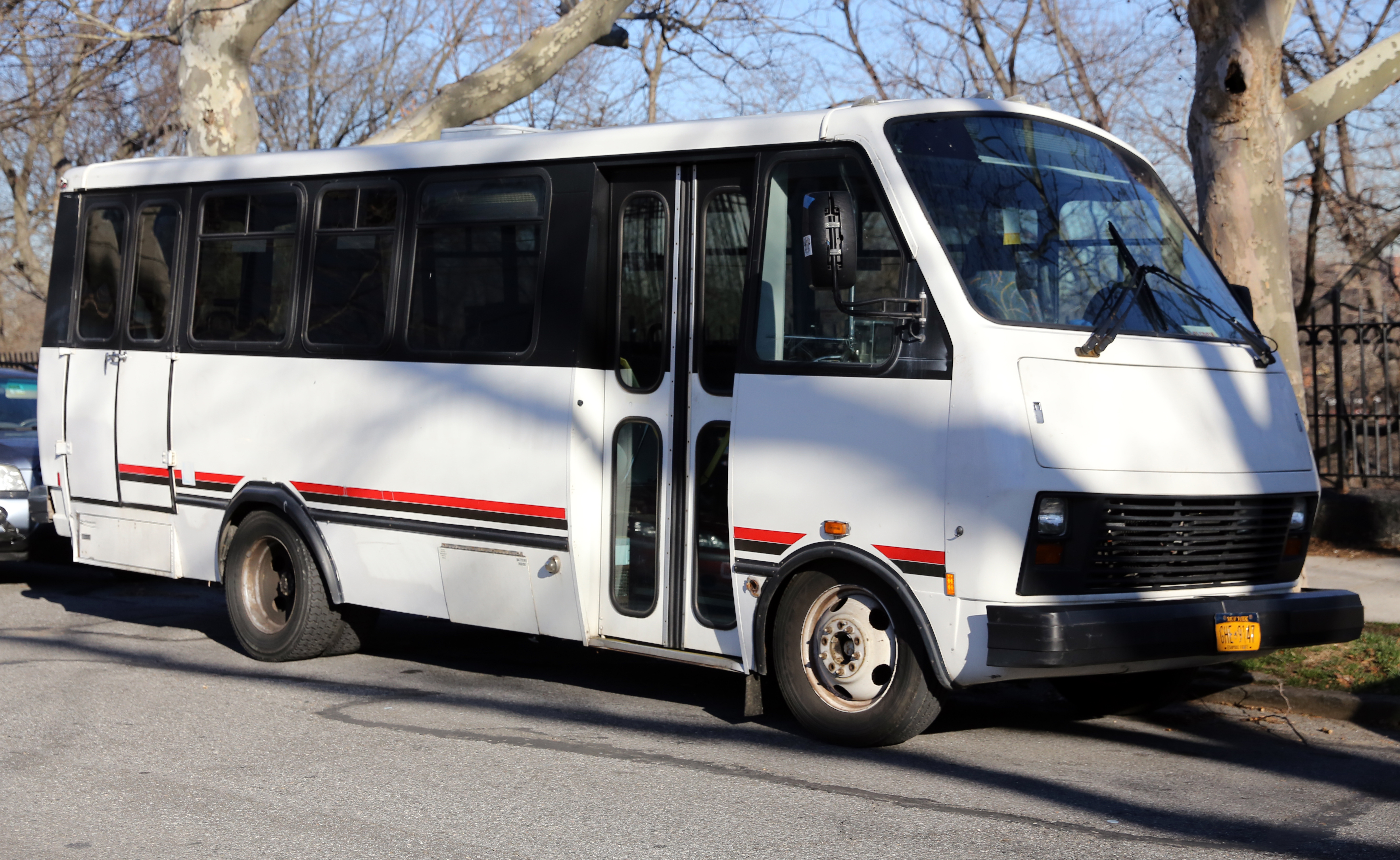
Un 2002 Workhorse P32 con carrocería de autobús ElDorado

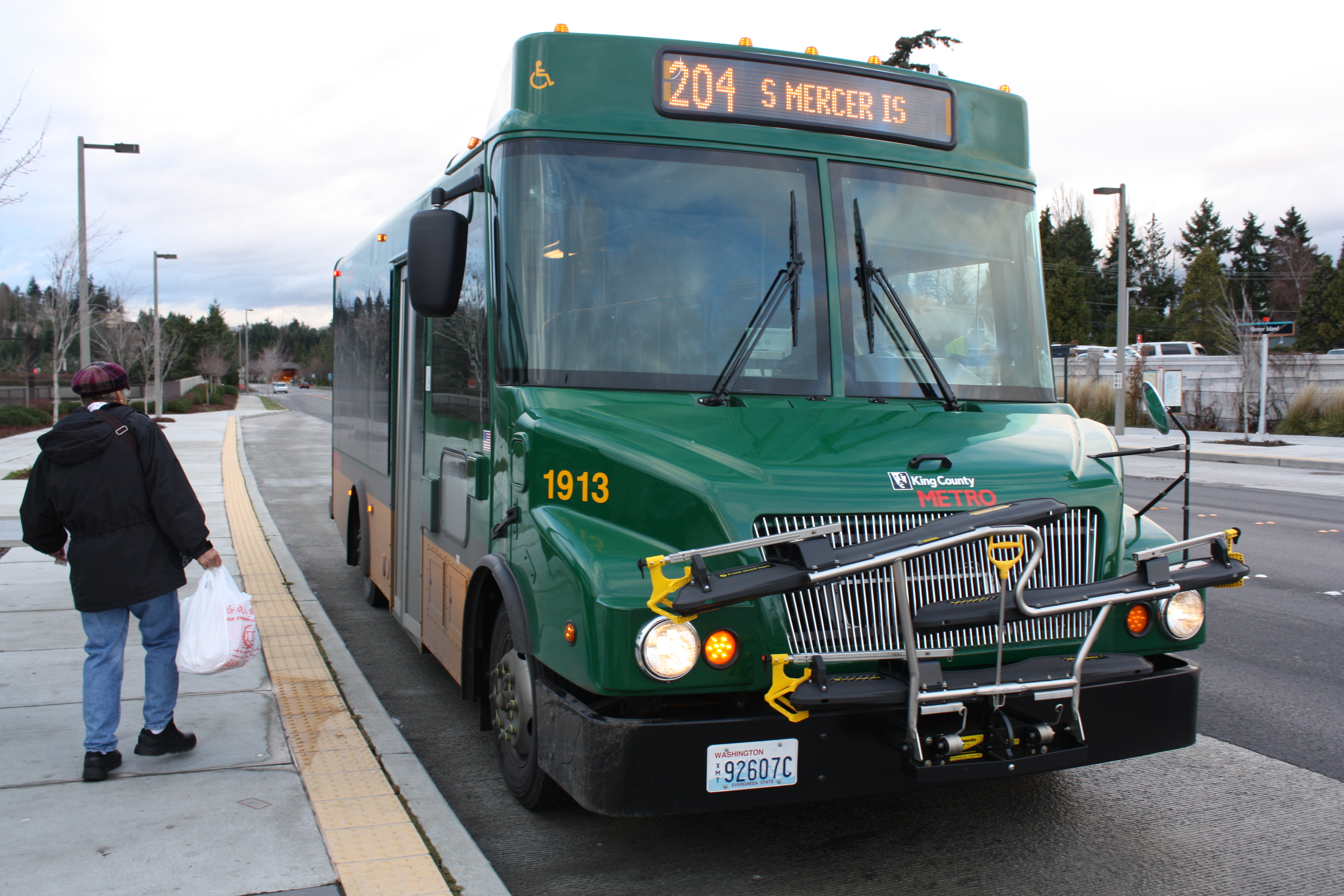
Un chasis de autobús Workhorse LF72, con carrocería Startrans President LF (bajo-piso).

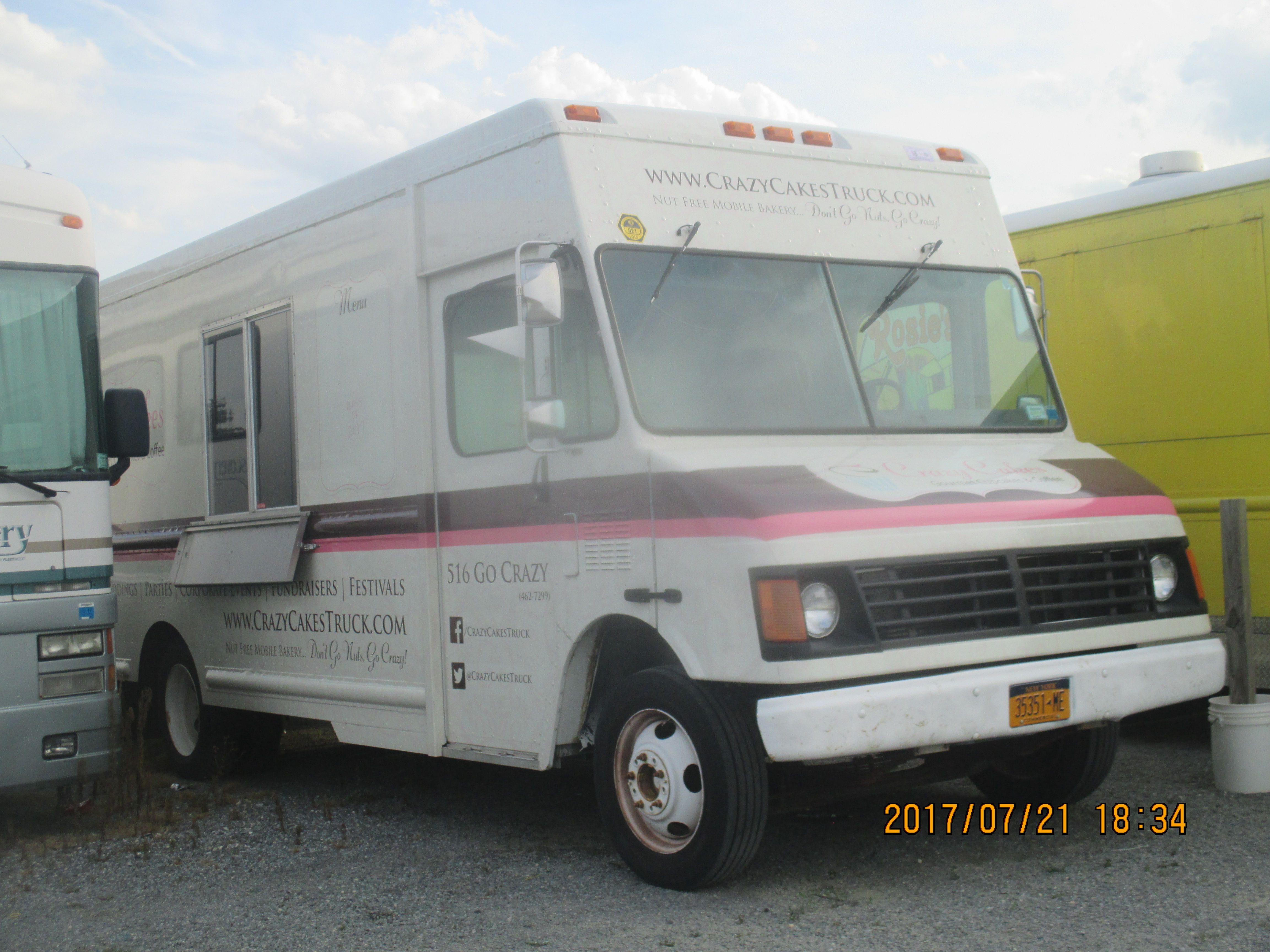
Workhorse P42 para camión alimentario